# فيليم فيتيفين
فيليم فيتيفين (5 مايو 1952 - 17 يوليو 2014) كان باحثًا قانونيًا وسياسيًا ومؤلفًا هولنديًا. كان أستاذًا للقانون في جامعة تيلبورغ (1990-2014) وعضوًا في مجلس الشيوخ عن حزب العمال (1999-2007 ؛ 2013-2014). كما ألف العديد من الكتب في القانون والسياسة. قُتل فيتيفين في 17 يوليو 2014 عندما تم إسقاط الرحلة التي كان مسافرًا عليها، رحلة الخطوط الجوية الماليزية رقم 17، فوق شرق أوكرانيا.